# Pendular (filme)
Pendular é um filme de drama brasileiro de 2017 dirigido e escrito por Júlia Murat e Matias Mariani. Protagonizado por Raquel Karro e Rodrigo Balzan, foi distribuído no país de origem pela Vitrine Filmes.

## Elenco
- Raquel Karro - Ela
- Rodrigo Bolzan - Ele
- Valeria Barretta - Dolores
- Renato Linhares - Leco
- Neto Machado - Gal
- Felipe Rocha - Donato